# Кого Шюї
Кого Шюї (яп. 古語拾遺, «Стара мова») — японське історичне писання клану Інбе, що було створене у ранній період Хейан (794–1185). Воно було складене Інбе но Хіронарі (斎部広成) у 807 році, використовуючи знання, які передавались у клані Інбе усно роками. 

## Історія
Історично і клан Інбе, і клан Накатомі давно брали участь у релігійних службах синтоїстів японського імператорського двору. Однак на початку періоду Хейан клан Фуджівара, який є походив від клану Накатомі, захопив політичну владу. Це зміцнило клан Накатомі, послабивши клан Інбе і спричинивши конфлікт між двома кланами.
Інбе но Хіронарі, дата народження та смерті якого невідома, написав це писання, щоб роз'яснити історію та узаконити права клану Інбе, а також аргументувати несправедливість клану Накатомі та занепад клану Інбе. Він подарував Кого Шюї імператору Хейдзею в 807 році. 

## Зміст
Текст складається з трьох основних частин: 
1. Історичні події, пов'язані із предком клану — Аменофутодамою но Мікото та його онуком Амаміто но Мікото.
2. Опис міфу про створення світу; національна історія, починаючи з імператора Дзімму, і завершуючи імператором Темму.
3. Одинадцять пунктів про невдоволення кланом Накатомі та занепад клану Інбе.

Перші дві частини містять докази та інші пункти, що знадобляться при прочитанні третьої. 

## Значення
Історичні події, описані всередині Кого Шюї, майже ідентичні із певними текстами Кодзікі та Ніхон Сьокі, що є найдавнішими писаннями Японії. Однак у даному писанні є певні згадки подій, що є винятковими й не зустрічаються в інших джерелах. Саме тому Кого Шюї має велике значення для історії Японії.
Лінгвістично текст містить велику кількість старих слів, що робить його цінним ресурсом для вивчення старояпонської мови.